# 吴建国 (1933年)
吴建国（1933年8月—2011年9月22日），河北丰润岔河庄人，中华人民共和国政治人物。

## 生平
1951年11月，作为学生骨干选送到山东大学政治系学习。1953年4月，加入中国共产党。1954年2月，到江苏师范学院（今苏州大学）任教。1955年9月，在北京外语学院留苏预备部学习；1959年11月，在苏联莫斯科大学哲学系攻读研究生，获副博士学位。1961年7月回国，到《红旗》杂志社任编辑。1963年6月，回江苏师范学院工作。文化大革命中受到迫害，1972年8月解除关押。1978年后，任江苏师范学院政治系主任、院学术委员会文科副主任、中国辩证唯物主义研究会常务理事等。1981年1月，任《红旗》杂志社总编辑助理、专职编委；1988年7月，任《求是》杂志社编委、副总编辑。1991年4月，任中共中央文献研究室副主任。1997年11月，任中华慈善总会副会长。2004年3月退休。2011年9月22日，在北京去世，享年78岁。